# Atlas do Esporte no Brasil
O Atlas do Esporte no Brasil é uma obra que apresenta os resultados de uma das maiores pesquisas sobre esporte até hoje feitas no mundo: cerca de 410 colaboradores qualificados e 17 editores, trabalharam voluntariamente durante dois anos, levantando memória (passado) e inventário (presente) de diferentes facetas do esporte e de atividades físicas congêneres, cobrindo todo o Brasil.
São 924 páginas tamanho duplo, com centenas de mapas, quadros e tabelas, completadas por uma seção especial com cerca 200 fotos e figuras que sintetizam a história do esporte brasileiro, do Descobrimento do Brasil em 1500 aos Jogos Olímpicos de Atenas-2004. A obra é multidisciplinar, com seus capítulos apresentados em língua portuguesa (textos completos) e língua inglesa (resumos e textos complementares), prestando-se a atingir os seguintes públicos: parlamentares e órgãos governamentais; mídia; lideranças e profissionais do esporte, Educação Física, lazer e atividades físicas para saúde; clubes e instituições diversas relacionadas ao esporte; Instituições de Ensino Superior, pesquisadores, professores e alunos no Brasil e no exterior; entidades e autoridades do exterior; e apreciadores dos esportes em geral de qualquer país. O formato livro foi adotado inicialmente mas outros suportes estão previstos para o desdobramento futuro da obra.